# Таром Софла
Таром Софла (перс. بخش طارم سفلی‎; что означает «Нижний Таром») — район (бахш) в округе Казвин, провинция Казвин, Иран. По данным переписи 2006 года его население составляло 15 409 человек, образовываших 4145 семей.
Район состоит из одного города, Сирдана, и четырёх сельских районов (дехестанов): Чукур, Хандан, Кухгир и Ниярак.